# Karel Pichlík

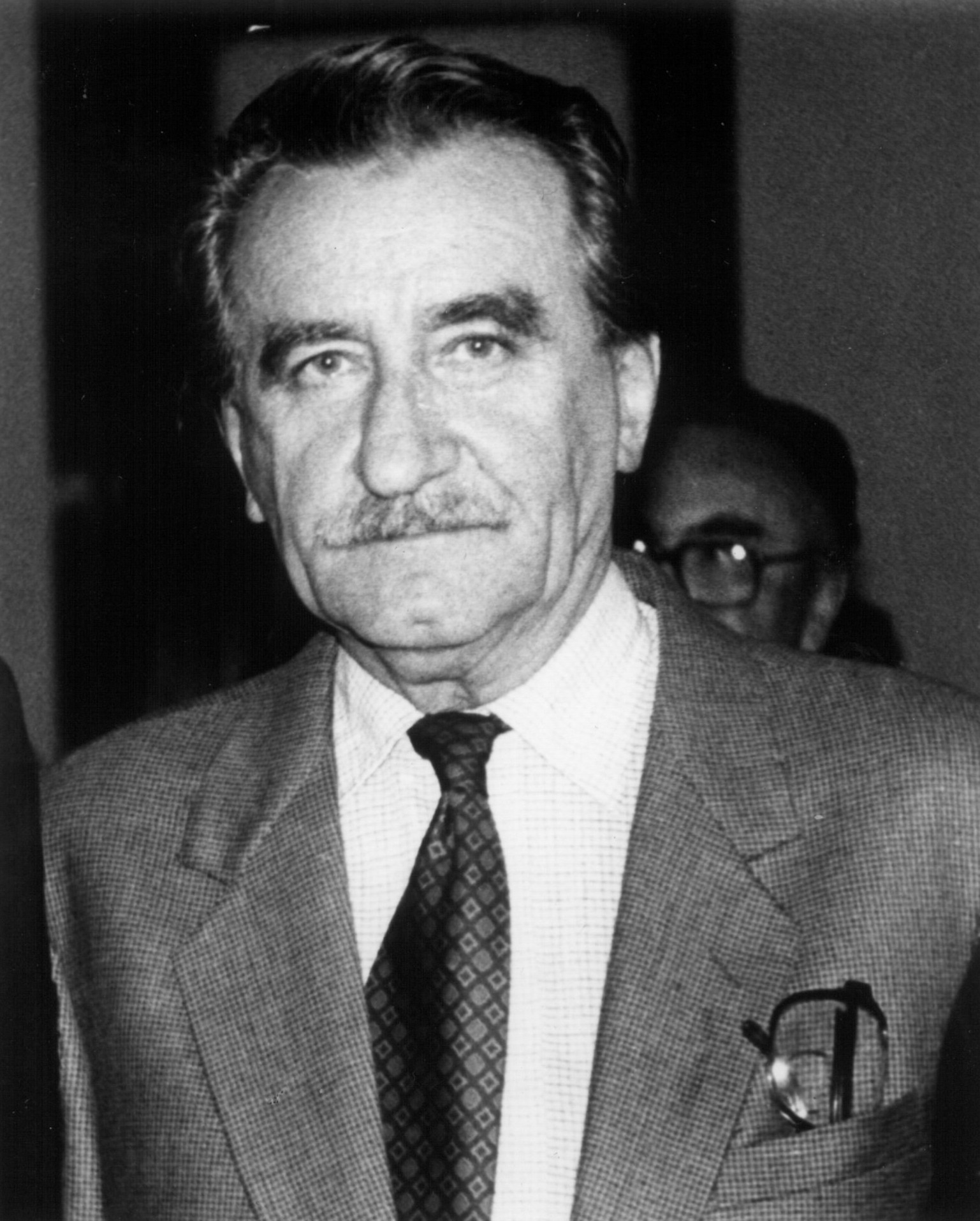
Karel Pichlík

Karel Pichlík (* 2. März 1928 in Prag; † 16. April 2001 ebenda) war ein tschechischer Historiker, der sich auf tschechische und slowakische Geschichte des 20. Jahrhunderts und die Geschichte der österreichisch-ungarischen und tschechoslowakischen Armee spezialisiert hatte. Er gehörte zu den Erstunterzeichnern der Charta 77 und war Inhaber der Nationalen Verdienstmedaille II. Grades (1998).

## Biografie
Karel Pichlík wurde in Prag geboren. 1947 absolvierte er das Abitur in Prag-Vyšehrad. Im selben Jahr trat er der Kommunistischen Partei bei. Zwischen 1949 und 1953 studierte er an der Philosophischen Fakultät der Karls-Universität Geschichte. Nach dem Studium blieb er im Fachbereich Geschichte als Assistent und später Assistenzprofessor. Im Jahr 1958 wechselte er als wissenschaftlicher Mitarbeiter an das Militärgeschichtliche Institut in Prag. 1959–1965 und 1968–1969 war er Mitglied des Herausgebergremiums der Zeitschrift Dějiny a současnost – Vergangenheit und Gegenwart. 1962 wurde er Candidatus scientiarum, 1967 erwarb er den Doktor der Philosophie. Er habilitierte sich im Jahr 1968, aber wurde als Professor aus politischen Gründen erst 1990 ernannt.
Nach der Okkupation der Tschechoslowakei im August 1968 wurde er als Unterstützer von sozialen und politischen Reformen des Prager Frühlings in der Periode der so genannten Normalisierung verfolgt. 1969 wurde er aus der Kommunistischen Partei ausgeschlossen und aus dem Militärgeschichtlichen Institut entlassen. Für viele Jahre war ihm nicht nur wissenschaftliche Publikation, sondern auch qualifizierte Arbeit verboten. Zwischen 1970 und 1988 war er als Hilfsarbeiter in einem Wasserwerk beschäftigt. Während dieser Zeit lebte er in einer Wohngemeinschaft mit den beiden anderen ebenfalls geschassten Historikern Jan Křen und Václav Kural in einem Bauarbeiterwagen in einem Wald außerhalb von Prag. Die Arbeit auf seinem eigenen Gebiet konnte er nur mehr oder weniger privat und heimlich weiter betreiben. Ende des Jahres 1976 gehörte er zur ersten Gruppe der Unterzeichner der Erklärung der Charta 77.
Erst nach 1989 konnte er in seinen Beruf zurückzukehren. Zwischen 1990 und 1994 arbeitete er am Historischen Institut der Tschechoslowakischen Armee (seit 1993 Institut für Geschichte der Tschechischen Streitkräfte, der Nachfolgeorganisation des Militärgeschichtlichen Instituts), von denen die ersten drei Jahre als Direktor der Ausstellung des Widerstands. In den Jahren 1995–1997 arbeitete er als Berater für das Präsidialamt. Er war Vorsitzender des Herausgebergremiums der Zeitschriften Dějiny a současnost – Vergangenheit und Gegenwart (1990–1992) und Historie a vojenství – Geschichte und Militär (1990–1994). Er nahm an der Arbeit von mehreren historischen Kommissionen teil: Historische Kommission Občanské fórum (1989–1990), der Tschechisch-Österreichischen Historikerkommission (1990–1992) und der Tschechisch-Slowakischen Historikerkommission (1994). Es war auch Vorstandsmitglied der Ausstellung über Tomáš Garrigue Masaryk (seit 1990) und des Tschechoslowakischen Dokumentationszentrums (seit 1999). 1998 verlieh ihm der Präsident der Tschechischen Republik die Verdienstmedaille II. Grades. 
Er starb am 16. April 2001 in Prag und hinterließ seine Frau und seine Tochter Lenka Pichlíková-Burke.